# تک‌سار
تِک‌سار (انگلیسی: TecSAR) که یا نام‌های پولاریس و اوفک-۸ نیز شناخته می‌شود، ماهواره جاسوسی اسرائیلی است که مجهز به رادار دهانه ترکیبی بوده و توسط التا سیستمز توسعه یافته است. این ماهواره در ۲۱ ژانویه ۲۰۰۸ توسط حامل پرتاب پی‌اس‌ال‌وی سی۱۰ از مرکز فضایی ساتیش داوان در هند با موفقیت به فضا پرتاب شد.
ماهواره تک‌سار جهت دریافت و انتقال سیگنال‌های رادار مجهز به آنتن‌های بزرگ بشقاب‌مانند بوده که می‌تواند در تاریکی و هوای ابری نیز نفوذ کند. این ماهواره توسط صنایع هوافضای اسرائیل ساخته شده و در شمار پیشرفته‌ترین سامانه‌های فضایی جهان محسوب می‌شود.
التا سیستمز با نیروهای مسلح جمهوری آذربایجان در راستای ساخت یک ماهواره تک‌سار برای این کشور همکاری می‌کند. به گفته مقامات نظامی جمهوری آذربایجان این ماهواره سامانه‌ای ضروری برای کاربردهای نظامی در مناطق کوهستانی این کشور است.